# حسن أباد (تكاب)
حسن أباد هي قرية في مقاطعة تكاب، إيران. عدد سكان هذه القرية هو 1,467 في سنة 2006.